# 陸景
陸景（250年—280年3月23日），字士仁，三國時期吳將，陸抗次子，陸遜之孫，吳郡吳縣（今江苏省苏州市）人。

## 生平
陆景母为張承之女，诸葛恪甥女。建興二年（253年）诸葛恪被杀，張家受到牵连被夷三族，陆抗因此和妻子离婚。陆景幼年时丧母，由祖母照顾长大。
陆景后来著有《典語》十卷，《典語別》二卷，集一卷。元兴元年（公元264年）末帝即位后，陆景迎娶公主（孙皓嫡妹）後被任命為騎都尉。東吳毗陵侯。公主的母亲和陆景的母亲是亲姐妹，所以公主实际上是陆景的表姐妹。
鳳凰三年（公元274年），陸抗逝世，陸晏繼承其爵位。陸晏與弟弟們陸景、陸玄、陸機、陸雲分別帶領陸抗的部隊。
天紀四年（公元280年），晉軍伐吳，龍驤將軍王濬順流東下，攻無不克。二月初五日壬戌（3月22日），其兄陸晏被王濬的分支部隊所殺，次日時任水軍都督的陸景亦遇害，死時三十一歲。